# Горвиц, Йосеф Гершон
Йосеф Гершон Горвиц (1869, Ерёмичи, Минской губернии — 20 апреля 1951, Иерусалим) — раввин, один из лидеров «Мизрахи» в Эрец-Исраэль.

## Биография
Родился в местечке Ерёмичи в семье раввина Авраама Горвица. С 8 лет учился у дяди (брата матери) Шауля-Хаима Горвица, который возглавлял еврейскую общину Дубровно. В 1884 эмигрировал в Эрец-Исраэль вместе с дядей — основателем иешивы «Меа-Шеарим» и талмуд-торы при «Эц-Хаим». Учился в иешивах Иерусалима. С 1895 раввин Меа Шеарим. Возглавлял иешиву и талмуд-тору при «Эц-Хаим». Один из основателей и руководителей отделения партии «Мизрахи» в Иерусалиме. Почетный президент партии. Возглавлял религиозный совет Иерусалима.